# Одиссея (телесериал, 1968)
«Приключе́ния Одиссе́я» (итал. Odissea)— восьмисерийный телефильм режиссёра Франко Росси, снятый в 1968 году. Фильм является экранизацией знаменитых эпосов Гомера «Илиада» и «Одиссея» о долгом возвращении героя Троянской войны Одиссея на родину. Это самая подробная экранизация гомеровских поэм. В Европе сериал транслировался с 1968 года по 1970 год, на территории США — в начале 1970-х годов.

## Сюжет
Три года Пенелопа пытается противостоять настойчивости женихов, наводнивших царский дворец, убежденных в смерти царя Одиссея. Сама Пенелопа не верит в это, ткёт погребальное покрывало для своего свёкра Лаэрта, по ночам распуская его, и, тем самым, оттягивая выбор нового мужа. Сын Одиссея и Пенелопы — Телемах, тоже не верит в смерть отца и по совету Афины созывает совет. Появление вооруженных женихов не даёт совету закончиться в пользу Телемаха, мало того, наглые ухажеры Пенелопы угрожают убить Одиссея, как только он вернётся домой. Царевич решает отправиться странствовать, чтобы побольше узнать об пропавшем отце.
Воспользовавшись отъездом молодого хозяина, Пенелопу выдает её рабыня Меланта, которая успела стать любовницей одного из женихов, Антиноя. Ночью, когда Пенелопа с верными рабынями распускает покрывало, к ней неожиданно заявляются женихи и узнают о хитрости. Пенелопа вынуждена закончить свою бесконечную работу.
Телемах прибывает в Пилос, к царю Нестору, который участвовал в Троянской войне. Тот сообщает, что ему ничего неизвестно об Одиссее, но в то же время он советует обратиться к Менелаю — он позже всех вернулся домой с войны. Телемах с Писистратом, сыном Нестора, прибывают в Спарту, где Менелай обнадёживает юношу, уверяя, что слышал от морского старца Протея о его живом отце. Супруга Менелая, Елена, рассказывает, что встречалась с Одиссеем, когда тот проник в Трою под видом израненного союзника и не выдала его.
Женихи намерены избавиться от Телемаха, когда он будет возвращаться домой. Их подслушивает Медонт, один из немногих рабов, сохранивших верность своему хозяину Одиссею, и рассказывает о планах женихов Пенелопе; царица в ужасе — её муж не возвращается, теперь же у неё хотят отобрать и сына. Со слезами она молит богиню Афину спасти Телемаха. В ту же ночь к Пенелопе является призрак её старшей сестры Ифтимы, который сообщает, что с Телемахом ничего не случится. Вопрос об Одиссее остаётся без ответа.
Одиссей, отсутствующий дома уже 20 лет, покидает остров Огигия, где томился в плену прекрасной нимфы Калипсо. Спустя восемнадцать дней его выбрасывает на Схерию, остров феаков. Утром на берегу его находит Навзикая. Чужестранца радушно приняли Алкиной и Арета, правители Схерии, сама же Навзикая проникается к нему безответными чувствами. Одиссею приходится скрывать своё имя, чтобы беспрепятственно вернуться на Итаку, но слепой Демодок рассказывает о разрушении своего родного города Трои. Захватить Трою удалось благодаря хитрости Одиссея — огромного деревянного коня. Затея едва не провалилась из-за подозрительного Лаокоонта, жреца Аполлона. К счастью для ахейских воинов, спрятавшихся в чреве коня, ему не верят, и троянцы доставляют статую в город. Ночью Трою разрушают. Рассказ Демодока вынуждает Одиссея открыться феакам.
Феаки просят поведать о странствиях. Избежав киконов и потеряв одиннадцать кораблей у людоедов-лестригонов, уцелевший корабль причаливает к лотофагам. Посланные на разведку трое воинов попадают в ловушку — порошок из лотоса затуманивает их разум, и они отказываются возвращаться. Команде Одиссея приходится применить к ним силу.
Следующим приключением стал остров циклопов, где Полифем сжирает нескольких спутников. Остальным удаётся спастись только благодаря хитрости Одиссея: циклопа поят неразбавленным вином и, пока он спит, ослепляют. Отчаливая, тщеславный Одиссей выкрикивает циклопу своё настоящее имя (находясь в пещере, он назвался «Никто»). Ослепленный в ярости проклинает его и просит своего отца Посейдона отомстить.
Царь Алкиной страшится проклятия, ведь Посейдон пригрозил феакам расправой, если они отправят ещё хоть одного чужеземца на родину. За Одиссея вступается Арета, и он продолжает свой рассказ.
Спасшись от циклопа, Одиссей приплывает к острову Эола, бога ветров. Тот великодушно решается помочь ему и пленяет ветры, мешающие достигнуть родины. Когда вдали показалась Итака, один из спутников уверенный, что Эол наградил Одиссея сокровищами, открывает мешок с ветрами. Надежды вернуться на Итаку больше нет — их всех вместе с кораблём относит к острову колдуньи Кирки (Цирцеи).
Отряд под предводительством Еврилоха становится жертвой чар Кирки — она превращает их в свиней. Сбежать удаётся только Еврилоху. Несмотря на просьбы товарища, Одиссей идёт к чародейке. По пути ему встречается Гермес, который даёт растение, способное помочь остаться человеком. Кирка поит Одиссея зельем, но благодаря подарку Гермеса, ценой невыносимой боли в свинью он не превращается. Испуганная волшебница обещает не трогать странников и возвращает заколдованным их прежний облик. Вступив с волшебницей в любовную связь, Одиссей проводит на острове Эя целый год. Она отпускает его, но даёт указание спуститься в мир мертвых и поговорить с прорицателем Тересием о дальнейшем путешествии. В Подземном мире Одиссей встречается с Агамемноном, убитым подлой женой Клитемнестрой, и с Ахиллесом. Неожиданно для себя он видит тень матери — она умерла, так и не дождавшись сына. Это повергает Одиссея в отчаяние.
Одиссею приходится проплывать мимо острова сирен. Желая послушать их голоса, он велит привязать себя к мачте, а всем остальным заткнуть уши пчелиным воском. Сирены обладают завлекающим пением, и Одиссей попадает под их чары. Он пытается освободиться от веревок, но Еврилох мешает ему. Когда голоса сирен умолкают, Одиссей приходит в себя.
Миновав пролив между Сциллой и Харибдой, корабль достигает острова Тринакрия, где пасутся быки Гелиоса. Одиссей заставляет спутников дать клятву, что они не тронут животных, в противном случае они все погибнут. Однако в течение месяца с острова выбраться не удаётся, поэтому голодные воины все-таки убивают нескольких быков и съедают. Одиссей — единственный, кто не трогал быков и не ел их мяса. Совершив святотатство, воины Одиссея погибают при шторме, возникшем почти сразу же, как только корабль отчалил от острова.
Выживает один только Одиссей, который попадает на остров Огигия, где нимфа Калипсо влюбляется в него и не отпускает в течение 7 лет, предлагая ему брак и бессмертие, но Одиссей, желая попасть домой, решительно отказался от подарков Калипсо. По приказу богов нимфа вынуждена отпустить пленника. Одиссей уплывает с острова, после чего он и попал к феакам.
Феаки отвозят Одиссея на Итаку. Ему является Афина и, посоветовав не открываться сразу, превращает его в старика. Одиссей отправляется к пастуху Эвмею, от которого узнает, что творится в его доме. Спустя какое-то время к Эвмею приходит Телемах, вернувшийся из Спарты. Афина разрешает Одиссею раскрыться перед сыном. Эвмей, тоже теперь  узнавший хозяина, радуется его возвращению.
Телемах возвращается к матери, приведя с собой прорицателя Феоклимена, который предсказывает возвращение Одиссея. Одиссей является во дворец в облике нищего старика, и его никто не узнаёт, кроме старого пса Агруса, который сразу же умирает. Женихи и рабы-предатели издеваются и унижают Одиссея. Царю Итаки приходится даже драться с нищим Иром, чтобы остаться в своем доме.
Пенелопе сообщают, что во дворец явился нищий, который может рассказать ей о муже. Одиссей не открывается своей жене, но она узнаёт его. Захваченный врасплох Одиссей всё равно упорно твердит, что он — критянин по имени Эфон. Верная Пенелопа оскорблена недоверием мужа и решает принять условия его игры. Эвриклея, пришедшая по приказу царицы, тоже узнаёт своего воспитанника по шраму на ноге, но Одиссей приказывает ей молчать.
В отместку Одиссею, желая заставить мужа ревновать, Пенелопа решает устроить состязание, в результате которого и станет ясно, кто будет её новым мужем: женихи должны натянуть лук Одиссея и выстрелить сквозь двенадцать колец, не задев ни одного. Женихи терпят сокрушительное поражение, и тогда же Одиссей изъявляет своё желание участвовать в состязании. Пенелопа разрешает это и удаляется. Одиссей без труда выполняет условия и раскрывается перед женихами. Начинается расправа, в которой на стороне Одиссея выступают Телемах и пастухи Эвмей и Филотий. Всех женихов убивают, несмотря на помощь им вероломной рабыни Меланты.
Пенелопе говорят о возвращении мужа. Но вопреки ожиданию Одиссея, Пенелопа не радуется ему, называет его чужаком. В ответ на упреки Телемаха Пенелопа признается, что узнала мужа, но он решил убедиться в её преданности под личиной нищего, теперь же она требует от него доказательств, что перед нею именно Одиссей. Царь Итаки понимает свою ошибку и рассказывает об устройстве их брачного ложа, которое он сделал сам ещё до рождения Телемаха. Пенелопа прощает его, она наконец-то рада его возвращению.
Одиссей приходит к своему отцу Лаэрту. Но туда же направляются отцы убитых женихов, и лишь благодаря Афине в образе Ментора удаётся избежать нового кровопролития. Одиссей окончательно воссоединяется со своей семьей.

## В ролях
- Беким Фехмию — Одиссей
- Ирен Папас — Пенелопа
- Мишель Бретон — Афина
- Рено Верле — Телемах
- Барбара Бах — Навзикая
- Марчелла Валери — Эвриклея
- Шилла Габель — Елена
- Фаусто Тоцци — Менелай
- Кира Бестер — Калипсо
- Джулио Доннини— Тиресий
- Рой Пурселл — Алкиной
- Марина Берти — Арета
- Карл-Отто Альберти — Евримах
- Константин Непо (Непокойчицкий) — Антиной
- Хусейн Чокич — Евмей
- Бьянка Дория — Антиклея
- Жюльет Майниель — Кирка
- Яспар фон Эрцен — Нестор